# Leit-, Informations- und Sicherungssystem
Das Leit-, Informations- und Sicherungssystem (LISI) ist ein Rechnergestütztes Betriebsleitsystem (RBL), das die Berliner Verkehrsbetriebe (BVG) zur Durchführung des U-Bahn-Betriebs verwenden. Das System wurde in den 1990ern konzipiert und von Siemens Verkehrstechnik in Braunschweig und der damaligen Alcatel in Stuttgart, die mittlerweile zur Thales Group transferiert wurde, geliefert.

## System
LISI besteht aus den Komponenten:
- Zug-Identifikationssystem (ZIS)
- Zuglaufüberwachung (ZLÜ)

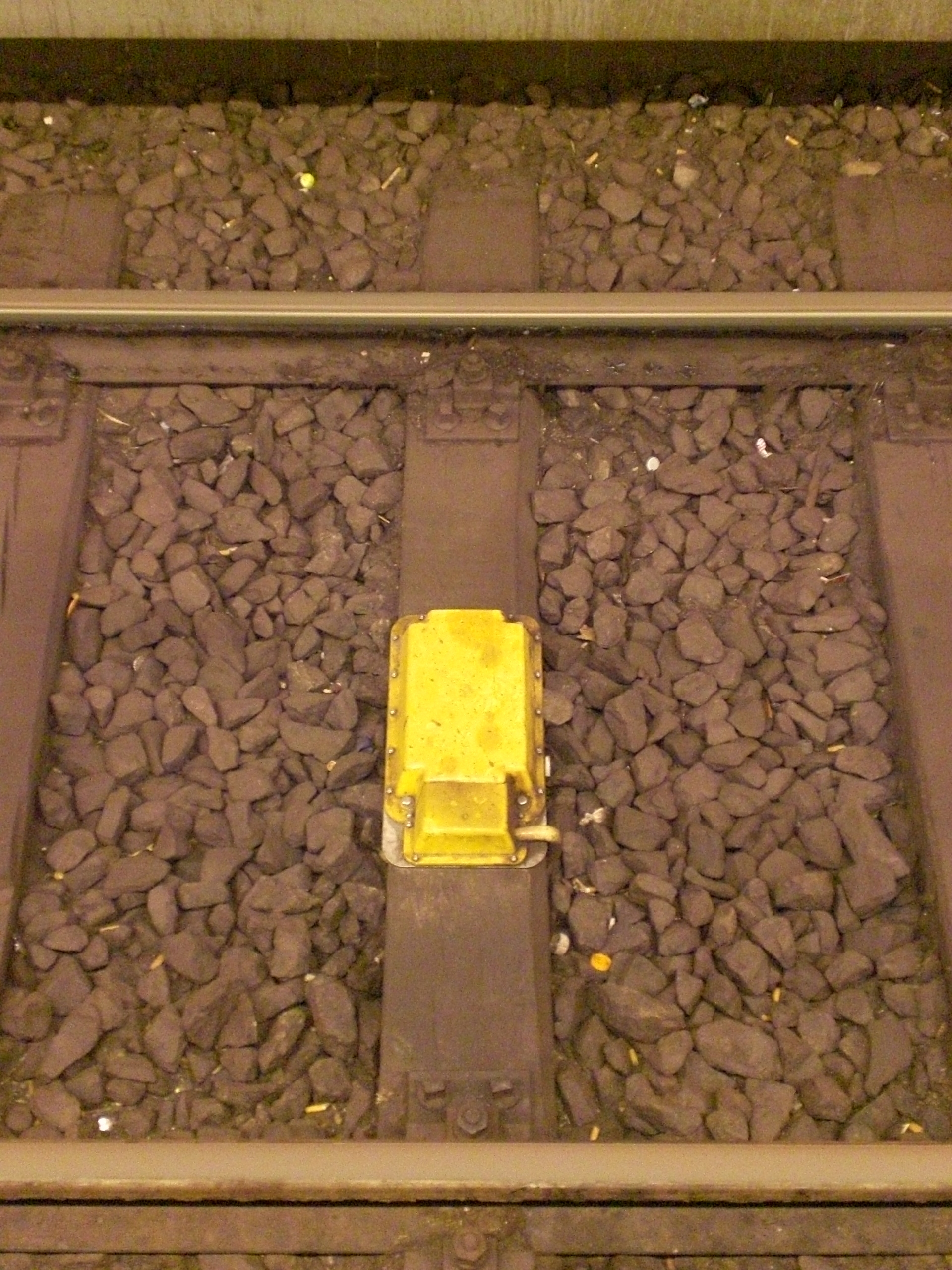
ZIS-Lesestelle

- Fernsteuerung der Stellwerke (FStw)
- Zuglenkung (ZLK)

Alle U-Bahn-Linien der BVG (Klein- und Großprofil) sind ausgerüstet. Dazu wurden an allen Bahnhofsein- und -ausfahrten sowie an allen Weichen ZIS-Lesegeräte montiert. 
Alle U-Bahn-Fahrzeuge sind mit elektronisch lesbaren Kennungen (Mobiler Datenspeicher MDS) für das Zug-Identifikationssystem versehen. Diese befindet sich bei Doppeltriebwagen unter der Kupplung zwischen den beiden Wagen. Züge der Baureihe H tragen drei MDS. 
Das Leitsystem wird von einer Zentrale auf dem BVG-Gelände der Betriebswerkstatt Friedrichsfelde am U-Bahnhof Tierpark aus bedient. Durch das Leitsystem wurden zahlreiche dezentrale Stellwerke entlang der U-Bahn-Strecken zu einem Zentralstellwerk zusammengefasst. 
LISI liefert u. a. die Daten über die Standorte der Fahrzeuge, die die dynamische Fahrgastinformation DAISY für die Anzeigetexte auf den Bahnsteigen verarbeitet.